# 비룡초등학교 (전북)
비룡초등학교는 대한민국 전북특별자치도 김제시에 있는 공립 초등학교이다.
1963년 설립되어 60여년의 역사를 가지고 있으며, 공동통학구역 어울림학교이다.

## 학교 연혁
- 1963. 05. 10 용동초등학교 비룡분교 개교
- 1968. 03. 01 비룡국민학교로 승격
- 1969. 02. 12 제1회 졸업
- 1970. 07. 01 벽지학교 지정
- 1979. 07. 01 교육부 지정 급식학교 운영
- 1987. 10. 01 비룡초등학교 병설유치원 개원
- 1996. 03. 01 비룡초등학교로 개명
- 1996. 03. 01 교육부지정 인성교육 자율화시범학교 운영 (2년)
- 2000. 03. 01 도지정 수준별교육과정 연구학교 운영 (2년)
- 2005. 03. 01 도지정 사이버가정학습 시범학교 운영 (2년)
- 2007. 03. 01 도지정 방과후학교 시범학교 운영 (1년)
- 2009. 03. 01 도지정 교원능력개발평가 시범학교 운영 (1년)
- 2010. 03. 01 도지정 YP 시범학교 지정 (2년)
- 2023. 09. 01 제 18대 정강 교장선생님 부임
- 2024. 02. 08 제56회 졸업생 4명(총666명)

## 참고 자료
- 비룡초등학교 - 한국교육학술정보원 학교알리미